# Johann Jakob Zimmermann (Theologe)

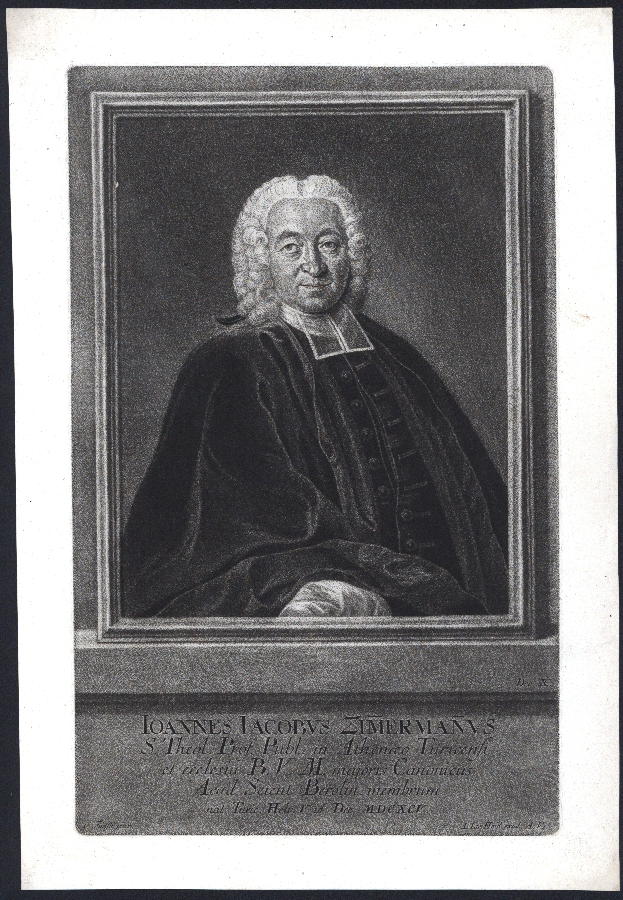
Johann Jakob Zimmermann

Johann Jakob Zimmermann (* 10. Dezember 1695 in Zürich; † 30. November 1756 ebenda) war ein Schweizer evangelischer Geistlicher und Hochschullehrer; er veröffentlichte auch unter dem Pseudonym Phileleutherus Helvetius.

## Leben

### Familie
Johann Jakob Zimmermann war der Sohn des Chirurgen und Feldarztes Hans Heinrich Zimmermann und dessen Ehefrau Anna (geb. Rublin).
Er war seit 1730 mit Regula, Tochter des Pfarrers Hans Konrad Zimmermann und seit 1739 mit Regula, Tochter des Zunftmeisters Heinrich Schaufelberger (1670–1726), verheiratet. Er hatte zwei Töchter: 
- Anna Maria Zimmermann (* 1731; † 1756) verheiratet mit dem Kaufmann Johann Konrad Pestalozzi (1727–1774);
- Anna Magdalena Zimmermann (* 1733) verheiratet mit Heinrich Bullinger.

### Ausbildung
Johann Jakob Zimmermann begleitete seinen Vater 1712 in den Toggenburgerkrieg und war bei der Belagerung von Wil und Rapperswil dabei; hierbei entstand der Wunsch, ebenfalls, wie sein Vater Chirurg zu werden, allerdings entsprach er dann dem Wunsch seiner Mutter, die bereits früh verwitwet war, und begann später ein Theologiestudium. 
Er studierte am Collegium Carolinum und wurde unter anderem von Johann Jakob Hottinger und Johann Jakob Ulrich (1683–1731) unterrichtet; zu diesem fasste er Vertrauen. Er beschäftigte sich intensiv mit den Schriften derjenigen philosophischen und theologischen Häretiker, die von den anderen orthodoxen Lehrer angegriffen, unter anderem auch Hottinger, wurden, und so kam es, dass die Wegbereiter der theologischen Aufklärung in der Schweiz, Samuel Werenfels aus Basel, Alphons Turretin (1671–1737) aus Genf, Friedrich Osterwald aus Neuchâtel und die berühmten niederländischen Arminianer Limborch, Clericus und Hugo Grotius schon in seiner Studienzeit von entscheidendem Einfluss für seine Denkweise wurden. Nachdem er 1718 sein Studium in Zürich beendet und in das geistliche Ministerium aufgenommen worden war, ging er zur weiteren Ausbildung für zwei Jahre nach Bremen. 

### Werdegang
Nach seiner Rückkehr 1720 nach Zürich erteilte er zunächst Privatunterricht, bis er 1731 als Professor des Naturrechts und der Kirchengeschichte am Collegium Carolinum ernannt wurde.
Am 15. Juli 1737 erfolgte seine Ernennung zum theologischen Hauptprofessor und er erhielt die Chorherrenwürde am Zürcher Karlstift; einer seiner Schüler war unter anderem Johann Jakob Hess.

### Theologisches und wissenschaftliches Wirken
Johann Jakob Zimmermann bekämpfte sowohl die herrschende Dogmatik als auch den aus Frankreich und den Niederlanden einbrechenden Atheismus beziehungsweise Deismus; er hielt sich an natürliche Theologie und philosophische Ethik. 
Bereits als Student wurde er der Heterodoxie verdächtigt und wurde der erste namhafte Vertreter der religiösen Aufklärung in Zürich. Er entwickelte sich zur prägenden Figur für die Zürcher Theologen der zweiten Hälfte des 18. Jahrhunderts. Seine Festrede zum Karlstag 1741, in der er unter anderem die Streitlust der Theologen geisselte, führte zu Protesten der Pfarrerschaft und kostete ihn fast den Lehrstuhl. Die altkirchlichen und reformierten Bekenntnisschriften blieben in Kraft, aber er lehnte ihre normative Geltung weiterhin ab.
Er veröffentlichte eine Reihe von gelehrten und populären Abhandlungen philosophischen und theologischen Inhalts, so unter anderem Studien über die Religion hervorragender Denker und Dichter des klassischen Altertums und der Neuzeit, in der er versuchte, den Vorwurf des Atheismus als unbegründet darzustellen. 
In seinen theologischen Aufsätzen, die teilweise bei den unter seinem Vorsitz halbjährlich abgehaltenen Disputationen entstanden, versuchte er, aktuelle Fragen zu behandeln.
Er veröffentlichte unter anderem Schriften zum Überhandnehmen des Unglaubens und von der «Einfachheit» in der kirchlichen und theologischen Lehre, in der er zur Konzentration auf den praktischen Inhalt der Religion aufforderte, sowie von der «Verketzerungssucht».
Er behandelte auch historische Fragen, jedoch stets im Zusammenhang mit dem Interesse des Glaubens und der kirchlichen Praxis, so eine Untersuchung über die Ehrennamen, die die Apostel ihren Gemeinden gaben, er wehrte auch übertriebene Vorstellungen zur Heiligkeit der ersten Christen ab und beschäftigte sich mit der Arkandisziplin, und ob diese noch in der aktuellen Zeit eine Berechtigung hätte. Weiter behandelte er die Visionen, die in den ersten vier Jahrhunderten nach Christus und den Aposteln vorgekommen sein sollen, sowie die Pythagoras, Apollonius, Franz von Assisi, Ignaz von Loyola und anderen zugeschriebenen Wunder, mit dem Ergebnis, dass es sich bei den Visionen und den Wundern um Erdichtungen eines Anhängerkreises handeln müssten.
Er führte eine ausgedehnte Korrespondenz mit Gelehrten, so unter anderem auch mit August Friedrich Sack und Gabriel Hürner (1709–1750).

## Mitgliedschaften
- Die Berliner Académie Royale des Sciences et Belles-Lettres ernannte ihn am 8. Dezember 1746 zu ihrem auswärtigen Mitglied.[9]

## Schriften (Auswahl)
- Johann Jacob Hottinger; Johannes Jakob Zimmermann; Johann Jakob Steinbrüchel: Exercitatio theologica, doctrinae de praedestinatione et vera Dei gratia in Christo: ad constantem sincerae pietatis praxin utilitatem demonstrans, tertia. Tiguri: Ex typographeo Heideggeriano, 1731.
- Disquisitionis historicae theologicae de visionibus, quae primis quatuor post Christi et apostolorum excessum seculis, Christianis quibusdam contigisse dicuntur. 
  - Band 1. Tigurum: Gessner, 1737.
  - Band 2. Tigurum: Gessner, 1738.
- Oratio de praecellentia eruditionis theol. mentium coelo receptarum, collatae cum imperfecta et umbratili rerum divinarum, quae in terris locum habet, cognitione. Tigurum, 1741.
- Opuscula theologici, historici et philosophici argumenti. Tiguri, 1751.
- De Miraculis quae Pythagorae, Apollonio Thyanensi , Francisco Assisio, Dominico et Ignatio Loiolae tribuuntur, Libellus. Edinburgum: Fox, 1762.